# Casalegno
Casalegno es una localidad argentina ubicada en el departamento San Jerónimo de la provincia de Santa Fe. Se encuentra sobre la ruta provincial 10, 10 kilómetros al sur de Bernardo de Irigoyen, 12 km al norte de Díaz y 18 km al oeste de Barrancas.
Si bien no hay fundación formal el inicio del pueblo se remonta al año 1908, cuando fue inaugurada la estación del Ferrocarril Mitre. Su impulsor fue José Casalegno, piamontés residente en Bernardo de Irigoyen, quien gestionó la edificación de la estación y donó las tierras para la misma, contando con campos a 5 km del actual poblado; no obstante Casalegno falleció 3 años antes de verse inaugurada la obra. En 1910 la sucesión de Casalegno ordenó al ingeniero Farrugia el trazado del pueblo, que dependió administrativamente de Irigoyen hasta 1940, cuando se creó la Comisión de Fomento. Los primeros pobladores de la zona eran inmigrantes italianos (piamonteses, lombardos, furlanos) y españoles (gallegos, andaluces, vascos) quienes ocuparon los campos a fines del siglo XIX; en cambio la localidad se pobló inicialmente con obreros del ferrocarril, entre ellos polacos que provenían de Rosario, además de ingleses y judíos.
La principal actividad económica es la agricultura, con preponderancia de la soja, aunque también se destacan los tambos y un molino harinero.

## Población
Cuenta con 270 habitantes (Indec, 2010), lo que representa un descenso frente a los 321 habitantes (Indec, 2001) del censo anterior.
| Gráfica de evolución demográfica de Casalegno entre 1991 y 2010 |
|                                                                 |
| Fuente: Censos nacionales del INDEC                             |